# Ichalia
Ichalia (gr. Δήμος Οιχαλίας, Dimos Ichalias) – gmina w Grecji, w administracji zdecentralizowanej Peloponez, Grecja Zachodnia i Wyspy Jońskie, w regionie Peloponez, w jednostce regionalnej Mesenia. Siedzibą gminy jest Meligalas. W 2011 roku liczyła 11 228 mieszkańców. Powstała 1 stycznia 2011 roku w wyniku połączenia dotychczasowych gmin: Andania, Dorio, Ira, Meligalas i Ichalia.